# Масерија Витали (Потенца)
Масерија Витали (итал. Masseria Vitali) је насеље у Италији у округу Потенца, региону Базиликата.
Према процени из 2011. у насељу је живело 25 становника. Насеље се налази на надморској висини од 854 м.